# Nhà trọ Waikiki
Nhà trọ Waikiki hay Chào mừng bạn đến với Waikiki  (tiếng tiếng Hàn: 으라차차 와이키키) là một bộ phim truyền hình dành cho giới trẻ của Hàn Quốc năm 2018 với sự tham gia của Kim Jung-hyun, Lee Yi-kyung và Son Seung-won. Phim được phát sóng vào thứ Hai và thứ Ba hàng tuần của JTBC lúc 23:00 (KST) từ ngày 5 tháng 2 đến ngày 17 tháng 4 năm 2018.
Vào ngày 6 tháng 6 năm 2018, mùa thứ hai được phát sóng, được công chiếu vào ngày 25 tháng 3 năm 2019.

## Tóm tắt

### Phần 1
Câu chuyện về ba chàng trai
Bong Doo-sik, Lee Joon-ki và Kang Dong-gu điều hành một nhà khách thất bại có tên là Waikiki. Câu chuyện bắt đầu khi nhà khách của họ có thêm một thành viên là một bà mẹ đơn thân trẻ và em bé của cô.

### Phần 2
Lee Joon-ki cố gắng hồi sinh nhà khách sau khi xảy ra sự cố phá sản.

## Diễn viên

### Chính
- Kim Jung-hyun trong vai Kang Dong-gu

Một thanh niên tốt bụng nhưng là một "biểu tượng của sự bất hạnh", mơ ước trở thành một đạo diễn phim.
- Lee Yi-kyung trong vai Lee Joon-ki

Con trai của một diễn viên hạng A muốn theo bước chân của cha mình nhưng giờ là một diễn viên diễn những vai nhỏ.
- Son Seung-won trong vai Bong Doo-sik

Một nhà văn tự do hầu như không được công nhận tác phẩm.
- Jung In-sun trong vai Han Yoon-ah

Một bà mẹ đơn thân.
- Ko Won-hee trong vai Kang Seo-jin

Em gái của Dong-gu muốn trở thành một nhà báo.
- Lee Joo-woo trong vai Min Soo-ah

Bạn gái cũ của Dong-gu, một người mẫu nổi tiếng.

### Phụ
- Kang Kyung-joon trong vai Song Hyun-joon (Ep. 91616)

Đầu bếp bánh ngọt, chủ tiệm bánh, người hướng dẫn trong trường của Yoon-ah. Đang yêu Yoon-ah.

### Xuất hiện đặc biệt
- Park Sung-woong trong vai Park Sung-woong, diễn viên (Ep. 1)
- Seol Jung-hwan trong vai Lee Yoon-suk, bạn trai của Soo-ah (nghệ sĩ lừa đảo) (Ep. 1, 2, 10 & 11)
- Han Ji-sang vai Tae Hyun, bạn trai đầu tiên của đại học Seo-jin (Ep. 2 & 3)
- Byeon Woo-seok vai Yoon Seo-won (Ep. 4)
- Kim Young-ok là bà của Jang-gun (Ep. 4)
- Lee Deok-hwa trong vai Lee Deok-hwa, diễn viên, cha của Joon-ki (Ep. 4)
- Jason Scott Nelson trong vai khách trọ (Ep. 4)
- Kim Seo-hyung trong vai Kim Hee-Ja, nữ diễn viên (Ep. 4)
- Jo Woo-ri trong vai Sun-woo, con gái của ông chủ Doo-sik (Ep. 5)
- Jin Ye-sol trong vai Kwon Hye-jin, tác giả kịch bản muốn hẹn hò với Joon-ki (Ep. 5)
- Jeon Soo-kyung là chủ sở hữu của Nhà nghỉ Waikiki (Ep. 6)
- Wheesung vai Wheesung, ca sĩ trong đám cưới (Ep. 6)
- Han Bo-bae trong vai Yoon Mal-geum / Cherry, mối tình đầu của Doo-sik, nữ diễn viên của phim người lớn (Ep. 7, 9)
- Kang Kyun-sung vai Kang Kyun-sung, diễn viên đóng vai bạch tuộc đeo mặt nạ (Ep. 10)
- Shin Seung-hwan trong vai Min Soo-bong, anh trai của Soo-ah, chiến binh UFC (Ep. 11)
- Tae In-ho trong vai Kim Jae-woo, một nhà sản xuất tại JBC (Ep. 11-12)
- Kim Byung-se vai Park Chang-ho, phát thanh viên (Ep. 12)
- Yoon Se-ah là câu lạc bộ đại học của Dong-gu (Ep. 12)
- Kim Ki-hyeon trong vai Min Ki-young, diễn viên (Ep. 13)
- Seo Yu-ri trong vai DJ Đài phát thanh Seo Yu-ri (Tập 13)
- Shin Hyun-soo trong vai Philip, người mẫu (Ep. 16)
- Lee Ha-yool trong vai Seo Jin-woo, diễn viên (Ep. 16)
- Kim Kiri trong vai MC Dacopy, rapper (Ep. 19)
- Kim Jin-woo trong vai cha của Sol (Ep. 20)
- Đi Min-si trong vai Lee Min-ah

## Sản xuất
- Ryu Hwa-young ban đầu được mời tham gia vai chính, nhưng đã từ chối.[6]
- Buổi đọc kịch bản đầu tiên của các diễn viên được tổ chức vào ngày 18 tháng 12 năm 2017 tại tòa nhà JTBC ở Sangam-dong.[7]
- Vào ngày 6 tháng 3, JTBC đã mở rộng chương trình thêm bốn tập và phát sóng hai phần bình luận đặc biệt để chuẩn bị cho phần mở rộng.[8]